# Tarporley
Tarporley es un pueblo grande y parroquia civil en Cheshire, Inglaterra. 
En el censo de 2001, la población era 2634, cayendo ligeramente a 2614 en el censo de 2011.

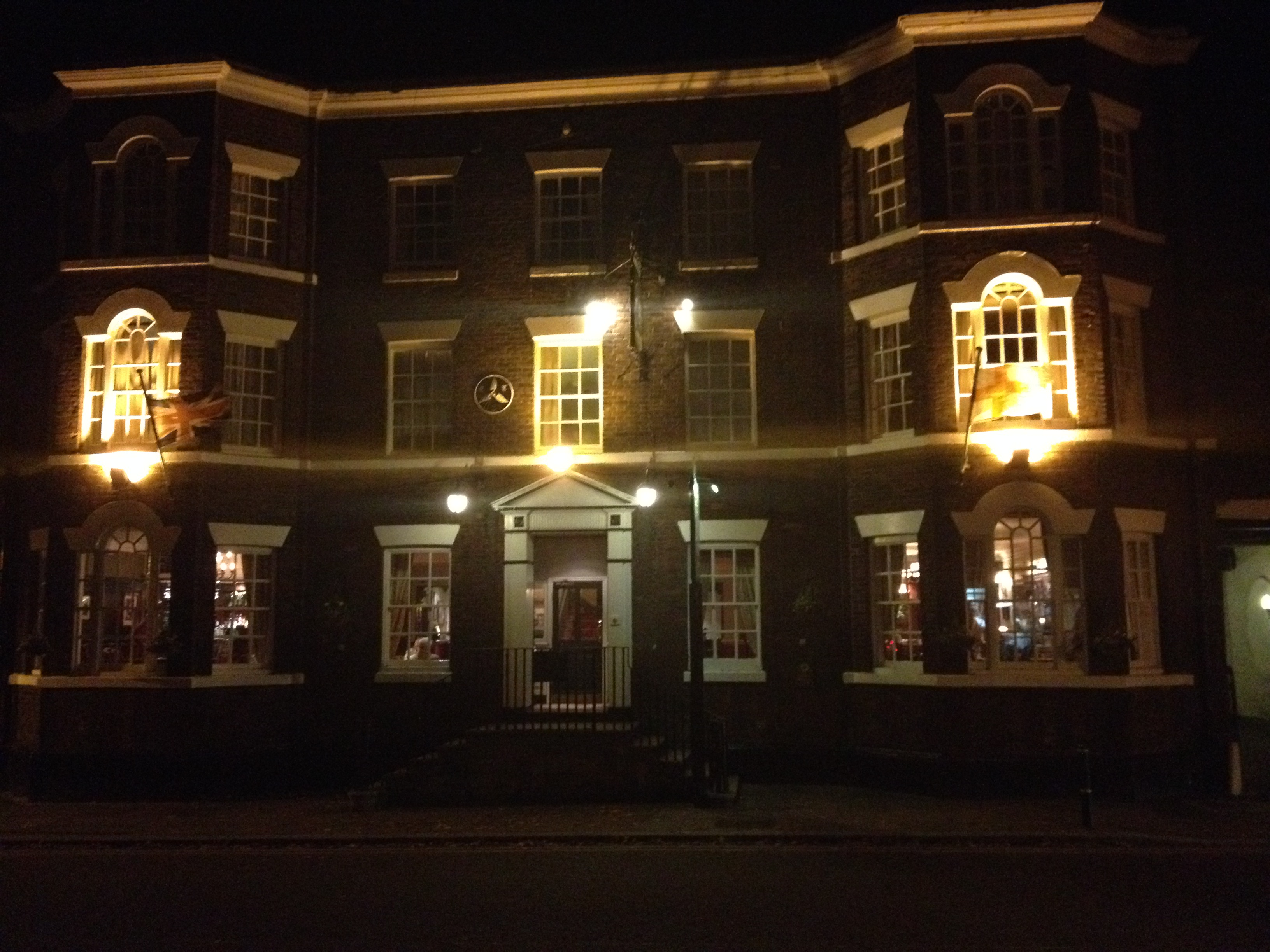
Hotel Swan, Tarporley